# Seguidilla

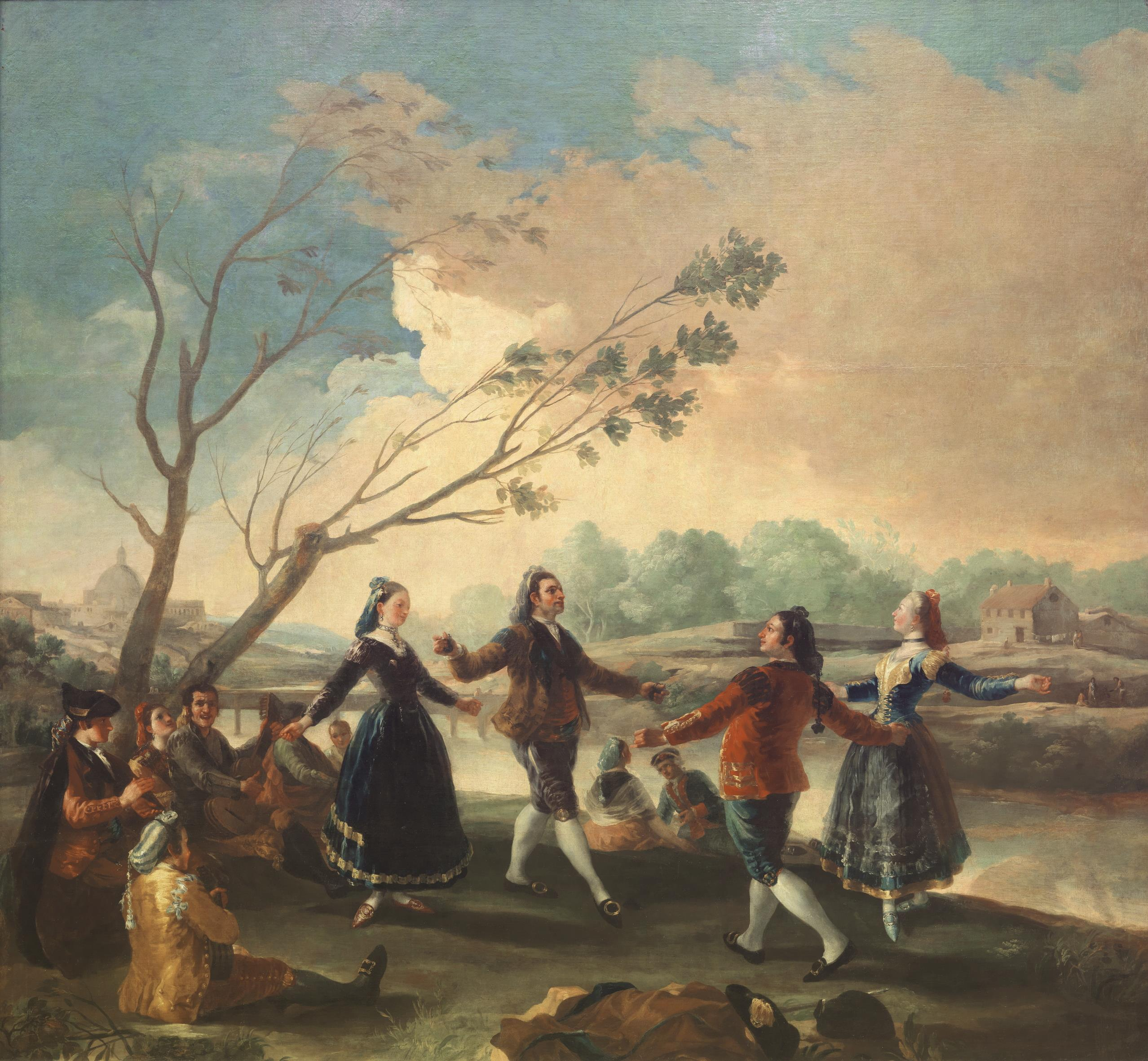
Tańce seguidillas nad rzeką Manzanares koło Madrytu (obraz pędzla Francisca Goi).

Seguidilla (także, w formie skróconej: siguiriya) to hiszpański taniec ludowy podobny do bolera, lecz od niego szybszy, metrum 3/4 lub 3/8. Wykonywany jest przy wtórze kastanietów i gitary.
Siguiriya to także popularne pieśni ludowe, których pojedyncze zwrotki składają się zwykle z czterech wersów. Pieśni Cyganów andaluzyjskich siguiriya są jedną z podstawowych form (jeśli nawet nie ich formą źródłową) pieśni cante jondo i wyróżniają się zwartą liryką i dużym stopniem emocjonalności.